# Provinstidningen Dalsland
Provinstidningen Dalsland är en dagstidning vars spridningsområde är Åmål med omnejd. Tidningen har givits ut sedan december 1911. Provinstidningen Dalsland såldes 2013 till Nya Wermlands-Tidningen. Tidningens fullständiga titel var  Provinstidningen Dalsland /Nyhets- och Annonsblad och en senare titel var PD / Provinstidningen Dalsland / Tidning för Åmål, Dalsland och västra Värmland.

## Redaktion
Redaktionsort  för tidningen har hela tiden varit Åmål. Redaktör och ansvarig utgivare var Axel R. Olsson, som drev tidningen tills hans son tog över den 1949. Under första halvan av 1900-talet var Provinstidningen Dalsland en av två konkurrerande tidningar i Åmål, i strid med Åmåls-Posten (från 1927 Åmåls Tidning). Provinstidningen Dalsland gick segrande ur tidningsstriden när Åmåls Tidning lades ned 1958. Politisk tendens för tidningen var liberal till 1969 sedan opolitisk från 1972. Periodisk bilaga har varit TV bilaga varje vecka, ekomomibilaga 4-6 gånger per år en bilaga kalla  Extra  med sex nummer per år.
Tidningen var tvådagars onsdag och lördag till 1917, sedan tvådagars tisdag och fredag. Från den 1 december kom den ut tre dagar i veckan måndag, onsdag  och fredag. Från 1972 blev utgivningsdagarna tisdag, torsdag och lördag och samtidigt blev tidningen morgontidning.
| Period                 | Ansvarig utgivare  | Period                 | Redaktör                            |
| 1911-11-08--1949-10-31 | Olson, Axel Robert | 1911-12-06--1949-10-31 | Olson, Axel                         |
| 1949-11-02--1976-06-30 | Olson, Karl Axel   | 1949-11-02--1976-06-30 | Olson, Karl Axel                    |
| 1976-07-02--1982-03-16 | Palmring, Torsten  | 1976-07-02--1982-03-16 | Palmring, Torsten                   |
| 1982-03-18--1999-03-13 | Tholin, Sune       | 1982-03-18--1999-03-13 | Tholin, Sune                        |
| 1999-03-16--2003-07-31 | Carlsson, Per      | 1999-03-16--2003-07-31 | Carlsson, Per                       |
| 2003-08-02--2015-01-08 | Tholin, Sune       | 2003-08-02--2010-10-16 | Tranefeldt, Eva t f                 |
| 2015-01-10--           | Rydh, Ove          | 2010-10-19--2013-12-31 | Rydh, Ove red chef                  |
|                        |                    | 2010-10-19--2013-12-31 | Tholin, Sune                        |
|                        |                    | 2015-01-10--2021-08-24 | Rydh, Ove                           |
|                        |                    | 2021-08-26--           | Thuresson, Ellinor t f chefredaktör |

## Tryckning
Förlaget som gav ut tidningen hette Tryckeri AB Dalsland till 31 december 2013. Sedan tog förlaget Provinstidningen över 2014 till 2019 och från i januari 2020 heter förlaget  NWT-Gruppen AB. (Osäkra datum). Tidningen trycktes först med svart, fyrfärg från  1995. Typnitt har hela tiden varit antikva.
| Period                 | Tryckeri                                | Ort      |
| 1911-12-06--1912-02-14 | Axel R. Olsons tryckeri                 | Åmål     |
| 1912-02-17--1994-12-31 | Tryckeriaktiebolaget Dalslands tryckeri | Åmål     |
| 1977-02-19--2013-12-31 | VF-tryck                                | Karlstad |
| 2014-01-01--           | NWT AB                                  | Karlstad |

Sidantalet var fyra sidor de första 16 åren, sedan 8 sidor till 1976. De har sedan ökat till maximalt 36 sidor 2018 och på  2020-talet 24 sidor. Satsytan var stor till 1927 då den blev mindre, 46 x 36 cm. Från 2002 är tidningen tabloid. Upplagan var vid starten 2000, och nådde maxupplagan 5600 exemplar 1984 och har sedan fallit till dryga 3000 1920. Priset för prenumeration var 1911 1,75 kr. 100 kr nåddes 1979 och 1000 kr 2005.  2022 kostade tidningen 2148 kr.